# Bilanz eines Lebens
Bilanz eines Lebens (jap. 生きものの記録, Ikimono no Kiroku, Alternativtitel: Ein Leben in Furcht) ist ein im Jahr 1955 von Tōhō in Japan produziertes Schwarz-Weiß-Filmdrama des Regisseurs Akira Kurosawa.
Der Film wurde bei den Internationalen Filmfestspielen von Cannes 1956 gezeigt.

## Handlung
Kiichi Nakajima, der Besitzer einer Gießerei, ist davon überzeugt, dass Japan durch eine unmittelbar bevorstehende atomare Katastrophe zerstört werden wird. In seiner Angst beschließt er die Gießerei aufzugeben und sich und seine Familie nach Brasilien, auf eine Farm in der Nähe von São Paulo, überzusiedeln. Er geht davon aus, dass Südamerika der einzige sichere Ort sein wird, um vor einer atomaren Bedrohung zu schützen. Seine Familie teilt seine Ängste nicht und strebt eine Gerichtsverhandlung an, die darauf abzielt, ihn für unzurechnungsfähig erklären zu lassen. Sie wollen die Gießerei verkaufen, um das Geld für sich nutzen zu können. Während die Gerichtsverhandlung voranschreitet, kann sich besonders der richterliche Beirat Dr. Harada in die Lage von Kiichi Nakajima hineinversetzen und ist sich über die zu fällende Entscheidung des Gerichts unschlüssig. Währenddessen nehmen die Wahnvorstellungen von Kiichi Nakajima weiter zu. Er empfindet die Gießerei als Barriere zwischen seinem Vorhaben und der Entscheidung seiner Familie, ihn zu begleiten, und brennt sie nieder. Kurz darauf wird er, sich in einem Zustand der Katharsis befindend, in eine Nervenheilanstalt eingewiesen.

## Hintergründe
Dies war der letzte Film, bei dem Kurosawa mit dem Komponisten Fumio Hayasaka zusammenarbeitete. Hayasaka starb 1955 an Tuberkulose. Beide waren enge Freunde seit 1948 und arbeiteten an mehreren Filmen zusammen.
Für Toshirō Mifune war dieser Film die achte Zusammenarbeit mit Kurosawa. Insgesamt spielte er in den Jahren 1948 bis 1965 in 16 Filmen Kurosawas eine tragende Rolle.
Für die Rolle des Familienoberhaupts Kiichi Nakajima wurde der damals 35-jährige Toshirō Mifune auf ein Alter von Ende 60 geschminkt.